# 아무리 원한다 해도
〈아무리 원한다 해도〉(Quidquid volueris, 1837)는 프랑스 소설가 귀스타브 플로베르의 작품으로, '젊은 시절의 작품' 군에 포함된다.
‘심리적 연구’(études psychologiques)라는 부제가 달린 이 소설은, 오랑우탄과 인간 사이에서 태어난 반인반수 잘리오가 아델을 향해 품은, 하지만 표현할 수 없는 감정, 그리고 최종적으로 그 감정의 폭발에서 비롯되는 파국을 그리고 있다.

## 줄거리
브라질에서 돌아온 과학자 폴과 그 사촌인 아델은 결혼을 앞두고 있다. 아델은 감수성과 사랑이 넘치지만, 폴은 아델을 자신의 사회적 지위를 위해 소유해야 하는 물건, 또는 수단으로만 바라본다. 폴은 결혼을 위해 아델의 저택에 머무는 동안, 희한하게도 아무 말도 하지 못하는 ‘친구’ 잘리오와 함께한다. 9월의 어느 일요일, 폴과 아델은 드디어 식을 올린다. 아무도 눈치채지 못하지만, 작은 교회에서 열린 결혼식을 눈 앞에 둔 잘리오의 마음은, 아이슬란드의 화산처럼 격동한다. 아델에 대한 연정을 품은 와중에, 자신에게는 허락되지 않은 결혼식의 모든 요소를 눈에 담으며, 잘리오는 아무도 모르게, 말없이 울고, 슬퍼한다.
결혼이 마무리되는 순간, 아델 역시 그 전의 설렘에서 벗어나 순간적으로, 본인의 신분의 변화를 체감한다. 더 이상 자연과, 글 사이에서 머무는 소녀가 아닌, '부인'이 되었다는 것에 생각이 복잡해진 채 저택으로 돌아가는 마차에 오르려는 순간, 잘리오의 손톱에 손등을 긁혀 상처를 입는다.
그날 저녁 저택에서 연회가 열린다. 그 자리에서 폴은 친구들에게 잘리오의 탄생의 일화를 밝힌다. 브라질에서 만난 농장 주인과의 내기를 위해 자신과의 잠자리를 거부하는 여자 노예에게 수컷 오랑우탄을 풀어 임신시켰고, 그 결과 태어난 것이 잘리오라고 말이다.
한편 연회 내내 구석에 앉아있던 잘리오는 바이올린을 연주한다. 남들이 들었을 때 끔찍한 소리임에도, 주위의 시선을 독차지한 채, 잘리오의 연주는 이어진다. 결국 모두의 웃음거리가 되었지만, 그는 이를 이해하지 못한다. 이내 연회는 다시 이어지고, 잘리오는 춤추는 아델의 모습, 행복한 연회의 모습을 보며 그 일부가 되지 못함에 홀로 괴로워한다.
연회 이후에도 아델을 마주할 때 잘리오가 느끼는 이 괴로움, 사람들과의 괴리감은 이어진다.
새 부부와 함께 잘리오는 파리에 정착한다. 2년이 지난 어느 날, 집에 폴이 없는 와중, 잘리오는 폴과 아델의 아이를 땅에 집어 던져 살해하고, 책을 읽던 아델에게 간다. 여인, 바닥에 흩뿌린 꽃, 햇빛, 잘리오는 자신이 원했던 모든 것을 앞에 두게 되고, 아델을 자기 뜻대로 휘두른다. 그 과정에서 아델은 목숨을 잃고, 잘리오는 벽난로의 모서리에 머리를 부딪쳐 죽는다.

## 등장인물

#### 잘리오(Djalioh)
‘자연의 괴물’. 폴의 계획하에, 오랑우탄이 흑인 노예를 강간하여 태어난 반인반수. 작고, 마르고, 나약한 기괴한 외관과 더불어 슬픔이 묻어나는 분위기의 인물. 말을 하지 못하지만, 외관과 달리 누구보다 섬세한 그의 마음속에서는, 풍부한 언어로 생각과 감정들이 넘쳐난다. 아델을 사랑하지만, 표현할 수 없음에, 이해되지 못함에 고통스러워한다.

#### 폴(Paul)
‘문명의 걸작’ 브라질에서 돌아온, 시를 멀리하고, 사랑을 가벼이 여기는, 감성이 메마른, 시대에 부합하는 ‘분별력 있는’ 사내. 폴은 아델과 결혼하지만, 그 이전부터 이미 그에게 사랑이란 존재하지 않았고, 결혼은 ‘분별력 있는’ 사람이 되기 위한 과정 중 하나에 불과했다. 결혼 후 아델과 함께 파리에 정착한다.

#### 아델(Adèle)
창백할 정도로 하얀, 어딘가 연약해 보이는, 주위의 자연과 책을 사랑하는 여인. 본인 자신도 결혼이라는 것이 가져다줄 생활에 온전히 녹아든 것이 아니지만, 결혼식을 거치며 계속 잘리오와 마주치게 되며, 그의 마음의 연정과 괴로움을 동시에 지핀다.

## 작품 분석
〈아무리 원한다 해도〉는 다음과 같이 다양한 층위로 해석될 수 있는 작품이다.

#### 플로베르의 자전적 작품
잘리오라는 인물은 기본적으로, 당시 영장류에 대한 사회의 관심을 반영한다. 당시 어린 플로베르가 접했을 법한 다양한 잡지들에서 오랑우탄에 대한 언급을 어렵지 않게 확인할 수 있다. 하지만, 플로베르가 그려낸 잘리오는, 당시 사회의 영장류에 대한 친근한 시선과는 달랐다. 내적인 섬세함과는 별개로 잘리오가 보여주는 폭력성은, 자연 그대로의 모습 보다는, 플로베르 본인의 의중이 이 인물의 성격에 담겨있음을 보여준다. 이는 잘리오를 통해 플로베르가 본인의 모습, 상황을 담아내고 있기 때문이다. 우선 플로베르는 잘리오의 나이를, 당시 본인의 또래인 열일곱살로 설정했다. 또한, 아델이라는 연상의, 남편에게 순종하는 여인을 사랑하는 대상으로 설정한 것 역시, 그 전 해 만난 어느 부인에 대한 감정이 반영되어 있다는 것을 추측할 수 있다.
이와 같은 사랑 구도는, 플로베르의 이후 작품에서도 계속해서 등장하게 된다. 첫 번째 《감정교육》의 앙리와 르노 부인, 두 번째 《감정교육》의 프레데릭과 아르누 부인의 관계는 잘리오와 아델의 그것과 결코 다르지 않다. "괴물은 단지 야수의 털을 벗고, 실제 파리 학생의 옷을 입었을 뿐이다."

#### '낭만주의의 괴물'
플로베르는 흔히 사실주의 작가로 알려져 있다. 하지만 젊은 시절 그의 작품에서는 낭만주의, 또는 열광문학의 경향을 확인할 수 있고, 《아무리 원한다 해도》를 그 대표적인 예시로 꼽을 수 있다.